# Посол доброї волі ЮНІСЕФ
Посол доброї волі ЮНІСЕФ — почесне звання Міжнародного надзвичайного фонду допомоги дітям Організації Об'єднаних Націй (ЮНІСЕФ).

## Історія послів
В 1954 році американський актор-комік Денні Кей першим висунув пропозицію про присвоєння титулу «Посол доброї волі». Послами доброї волі є відомі люди, які діють як міжнародні, регіональні або національні посли, в залежності від їх профілю, інтересів, бажаного рівня відповідальності. Ціль програми полягає в тому, щоб дозволити знаменитостям, небайдужим до проблем ЮНІСЕФ, використовувати свою відомість для привертання уваги суспільства до важливих проблем. Така діяльність може мати форму громадської ініціативи і переговорів, відвідування неспокійних регіонів і використання послами своїх політичних повноважень для захисту цілей ЮНІСЕФ.

## Міжнародні посли
- Швейцарія Роджер Федерер
- Аргентина Ліонель Мессі
- Велика Британія Річард Аттенборо
- Канада Стів Баракатт
- Індія Амітабх Баччан
- Франція Еммануель Беар
- Велика Британія Девід Бекхем
- США Гаррі Белафонте
- США Анджеліна Джолі
- Німеччина Берлінський філармонічний оркестр
- Ізраїль Максим Венгеров
- Велика Британія Раян Гіггз
- США Вупі Голдберг
- Іран Алі Даеї
- США Крістіна Агілера
- Нігерія Нванкво Кану
- Бенін Анжеліка Кіджо
- США Джуді Коллінз
- Норвегія Юхан-Улаф Косс
- Японія Тецуко Куроянагі
- Велика Британія Фемі Куті
- Гонконг Леон Лай
- КНР Лан Лан
- США Джессіка Ленг
- Велика Британія Роджер Мур
- Греція Нана Мускурі
- Сенегал Юссу Н'Дур
- Велика Британія Ванесса Редгрейв
- Велика Британія Саймон Реттл
- Чехія Патрік Еліаш
- Бразилія Себастіан Салгаду
- США Сьюзен Сарандон
- США Селена Гомес
- Швеція Вендела Томассен
- США Міа Ферроу
- Гонконг Джекі Чан
- Пуерто-Рико Рікі Мартін
- Колумбія Шакіра
- Україна Гулегіна Марія
- Велика Британія Орландо Блум
- США Серена Вільямс

### Колишні посли
- Бельгія Одрі Хепберн (1929 —1993)
- США Денні Кей (1913 —1987)
- Аргентина Мерседес Соса (1935 —2009)
- Велика Британія Пітер Устинов (1969 —2004)
- Олександра Зіміна (1903(?) — 2006)

## Регіональні посли

### Східна Азія та Тихоокеанський регіон
- Гледіс Хабу
- Чхве Шівон
- Піта Тауфатофуа
- Агнес Чан[en]
- Аарон Квок[en]
- Меревалесі Наілатікау
- Міріам Йон[en]

### Східна і Південна Африка
- Тендаі Мтаваріра[en]
- Олівер Мтукудзі[en]
- Нарцис Рандріанарівоні (“Name Six”)
- Золя[en]
- Івон Чака Чака[en]

### Країни Перської затоки
- Маджид аль-Усаймі

### Латинська Америка та Кариби
- Мігель Репісо(REP)[fr]
- Дієго Торрес[en]

### Близький Схід та Північна Африка
- Яра[en]
- Заде Дірані[en]

### Південна Азія
- Аамір Хан
- Сачин Тендулкар

## Національні посли
| Австралія - Джиммі Барнс - Кен Дан - Джон Дойл - Тим Кехілл - Івон Кенні Канада - Тара Мосс - Еріка Пекер - Грейг Пікхевер - Джеффрі Раш - Норман Сван - Фіона Стенлі - The Wiggles {{}} - Томас Бреціна - Крістіана Гьорбіґер Бразилія - Ренато Араган - Даніела Меркурі - Моніка (персонаж коміксу Monica's Gang) - Лазаро Рамос Південна Корея - Чхве Шівон - Чжі Сон - Чан Са Ік - Кон Ю - Кім Хе Су - Лі Бо Йон - Річард Йондже О`Ніл - Кім Ре Вон - Вон Бін - Ан Сон Гі |